# Usellus
Usellus (sardinski: Usèddus) je grad i općina (comune) u pokrajini Oristanu u regiji Sardiniji, Italija. Nalazi se na nadmorskoj visini od 289 metara i ima 773 stanovnika.
 Prostire se na 35,07 km². Gustoća naseljenosti je 22 st/km².
Susjedne općine su: Albagiara, Ales, Gonnosnò, Mogorella, Villa Verde i Villaurbana.